# ویتسک (فیلم ۱۹۷۹)
ویتسک (به آلمانی: Woyzeck) فیلمی در ژانر درام به کارگردانی ورنر هرتسوک است که در سال ۱۹۷۹ منتشر شد. این فیلم اقتباسی از نمایش‌نامه ناتمام ویتسک اثر گئورگ بوشنر است که اولین بار، ۱۹۱۳ روی صحنه رفت. از بازیگران آن می‌توان به کلاوس کینسکی اشاره کرد.